# Шедвелл, Томас
Томас Шедвелл (англ. Thomas Shadwell; 1642 — 19 ноября 1692) — английский поэт, писатель и драматург.
С 1689 носил пожизненное звание «Поэта-лауреата» — звание придворного поэта, утверждённого английским монархом и традиционно обязанного откликаться памятными стихами на события в жизни королевской семьи и государства.

## Биография
Образование, получил в Bury St Edmunds School и Caius College при Кембриджском университете, в который поступил в 1656 году. После получения диплома, начал работать в лондонском суде Middle Temple.

## Творчество
В 1668 году написал комедию в прозе «Сердитые возлюбленные» («The Sullen Lovers, or the Impertinents»), по мотивам пьесы Мольера «Докучные» (фр. Les Fâcheux), имитируя стиль Бена Джонсона. В своей комедии Шедвелл вывел на сцену двух главных персонажей. Один из них — сэр «Положительный во всем», другой — «Простофиля». Первый представлен «так глубоко положительным во всем, что не может позволить себе ошибки, даже самой небольшой», второй — «тщеславный поэт, всегда отвлекающий от дела людей неуместными рассуждениями о поэзии».
В 1669 году опубликовал пьесу «Королевская пастушка», в 1671 — комедии «Юмористы» и «Любовь к сумеркам, или монах- астролог».
Лучшим произведением Томаса Шедвелла считают пьесу «Epsom Wells» (1672) и «Сквайр из Эльзаса» («The Squire of Alsatia», 1688).
Известен тем, что был избран Джоном Драйденом мишенью для сатиры, вероятно, в ответ на злобный аптидрайденовскии пасквиль «Медаль Джона Бейза» (1682). Когда Драйден был лишен звания поэта-лауреата за свои политические убеждения, титул этот в 1689 году получил Томас Шедвелл.
Поэма «Мак Флекно» пера Драйдена-сатирика, была итогом многолетней баталии. Личные счеты переплетаются здесь с литературной борьбой того времени. Драйден и Шедвелл многие годы выступали в печати, полемизируя друг с другом по некоторым вопросам искусства драматургии. Начало обмена взглядами было положено Томасом Шедвеллом в предисловии к комедии «Сердитые возлюбленные» (1668). Здесь он высмеял героические пьесы, которые, по его мнению, поднимают любовь и честь на такую «нелепую высоту», что представление становится бурлеском. Он восхищается комедиями Бена Джонсона и отвергает произведения тех писателей (прежде всего, в виду имелся Джон Драйден), которые провозглашали, что Бен Джонсон даже лучшие свои пьесы написал без остроумия.
Заметив, что при создании «Сердитых возлюбленных» в определенной мере был использован сюжет Мольера, Шедвелл, тем не менее, нападал на того, кто, по его мнению, занимался прямым плагиатом: 

«Но я добровольно признаюсь в своей краже и стыжусь этого, хотя я и имею как пример кое-кого, кто никогда не написал пьесы без того, чтобы не украсть большей её части… и, наконец, постоянно воруя, стал рассматривать краденое добро как своё собственное»
В течение четырнадцати лет с момента создания своей первой комедии до рокового противостояния с Джоном Драйденом, Шедвелл почти каждый год создавал по новой пьесе. В своих произведениях, по словам автора, побуждал к добродетели, ниспровергал и карал порок и безрассудства века. Большим успехом пользовалась его пьеса «Эльзасский сквайр» (1688) из которой Вальтер Скотт воспользовался колоритными характерами и сюжетами при описании лондонского криминального района Эльзас в романе «Приключения Найджела» (1822).  

## Избранные произведения
- The Royal Shepherdess (1669)
- The Humorist (1671)
- The Miser (1672)
- Psyche (1675)
- The Libertine (1676)
- The Virtuoso (1676)
- The history of Timon of Athens the Man-hater (1678)
- A True Widow (1679)
- The Woman Captain (1680)
- The Lancashire Witches и Teague O’Divelly, the Irish Priest (1682)
- Bury Fair (1689)
- The Amorous Bigot (1690)
- The Scowerers (1691)
- The Volunteers, or Stockjobbers (посмертное издание, 1693).